# Besòs
Le Besòs est un fleuve espagnol et méditerranéen de la province de Barcelone.

## Géographie
Long de 53 km, il naît dans la comarque du Vallès Oriental et se jette dans la Méditerranée entre les villes de Sant Adrià de Besòs et de Barcelone.

## Galerie de photos

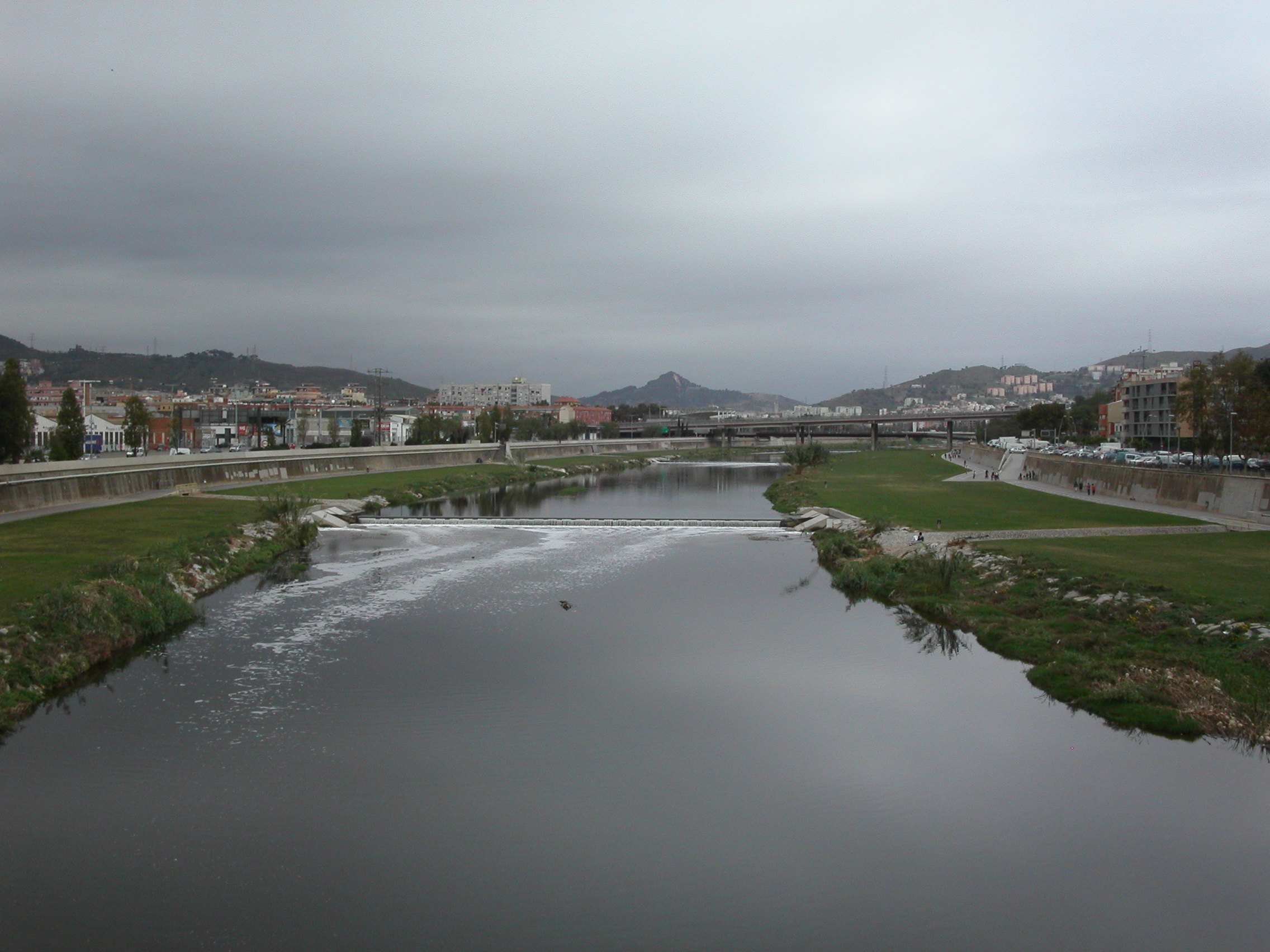
Vue de Sant Adrià de Besòs.
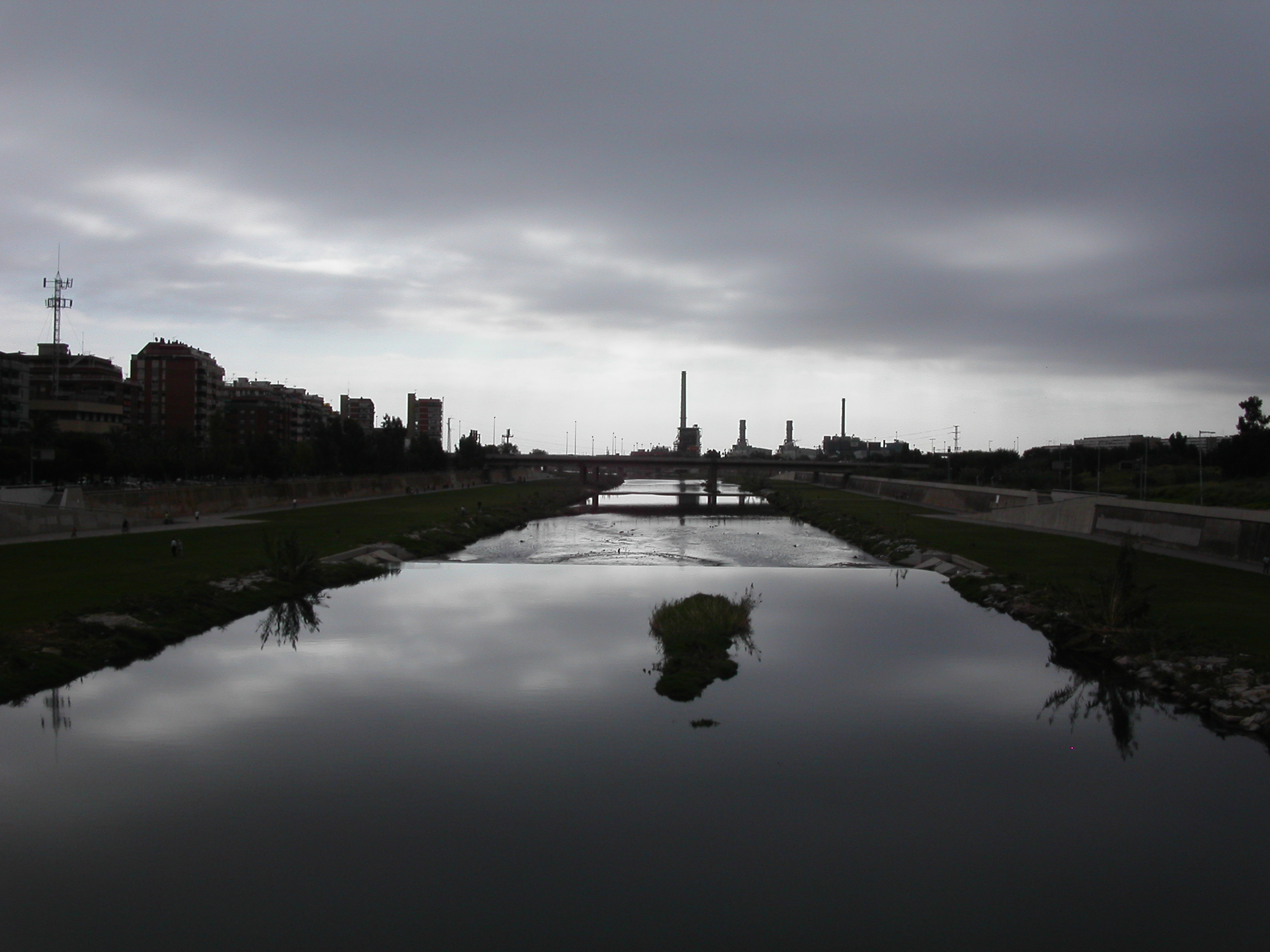
Vue de Sant Adrià de Besòs.
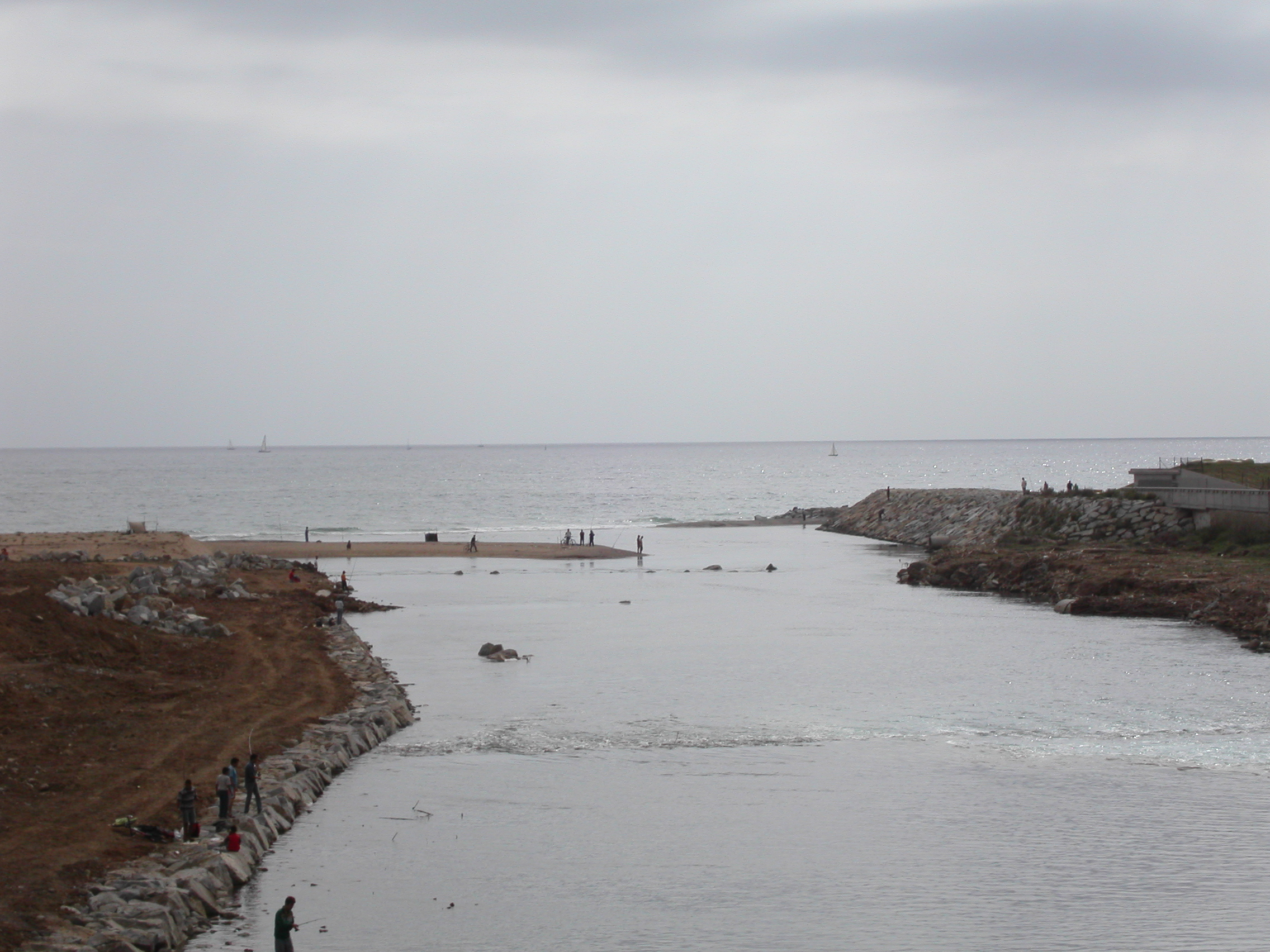
Embouchure.